# Como Te Quiero Yo A Ti
«Como te quiero yo a ti» es una canción de la cantante estadounidense Selena, originalmente de su cuarto lanzamiento independiente, Preciosa (1988). Fue relanzada como sencillo en Momentos Intimos (2004) y Moonchild Mixes (2022). Escrita por Ricky Vela, la canción debutó y alcanzó el puesto número seis en la lista de ventas de canciones digitales latinas de Billboard de Estados Unidos luego de su lanzamiento en Moonchild Mixes.

## Posicionamiento en listas
| Lista (2022)                                                   | Mejor posición |
| -------------------------------------------------------------- | -------------- |
| Ventas de canciones digitales latinas en EE. UU. ( Billboard ) | 6              |